# Liste der denkmalgeschützten Objekte in Turnau (Steiermark)
Die Liste der denkmalgeschützten Objekte in Turnau enthält die 15 denkmalgeschützten, unbeweglichen Objekte der österreichischen Gemeinde Turnau im steirischen Bezirk Bruck-Mürzzuschlag.

## Denkmäler
| Foto  |                 | Denkmal                                                                               | Standort                                         | Beschreibung | Metadaten |
| ----- | --------------- | ------------------------------------------------------------------------------------- | ------------------------------------------------ | --- | --- |
| ja    | Datei hochladen | Gewerkenhaus vulgo Tatschenhammer HERIS-ID: 46174 Objekt-ID: 47879                    | Au bei Turnau 51 Standort KG: Göriach            | | BDA-Hist.: Q38019680 Status: Bescheid Stand der BDA-Liste: 2025-06-30 Name: Gewerkenhaus vulgo Tatschenhammer GstNr.: .52/1                                                  |
| ja    | Datei hochladen | Pfarrhof HERIS-ID: 51795 Objekt-ID: 57584                                             | Seewiesen 9 Standort KG: Seewiesen               | Der Pfarrhof südlich unterhalb der Kirche wurde 1756 unter Abt Eugen Inzaghi erbaut, sein Wappen über dem Südportal. Der Bau ist zweigeschoßig mit Walmdach, die schmiedeeisernen Fensterkörbe stammen aus der Erbauungszeit. | BDA-Hist.: Q63986184 Status: § 2a Stand der BDA-Liste: 2025-06-30 Name: Pfarrhof GstNr.: .6 Pfarrhof Seewiesen                                                               |
| ja BW | Datei hochladen | Pfarrstadl HERIS-ID: 91153 Objekt-ID: 105883                                          | Seewiesen 9 Standort KG: Seewiesen               | | BDA-Hist.: Q37753149 Status: § 2a Stand der BDA-Liste: 2025-06-30 Name: Pfarrstadl GstNr.: .6                                                                                |
| ja    | Datei hochladen | Kath. Pfarrkirche hl. Leonhard und Kirchhof HERIS-ID: 51794 Objekt-ID: 57583          | Standort KG: Seewiesen                           | Die gotische Wallfahrtskirche wurde Mitte des 14. Jahrhunderts errichtet, die Ausstattung ist allerdings barock und stammt aus dem frühen 18. Jahrhundert, so wie auch das 1951 freigelegte Fresko am Triumphbogen, das das Wappen des St. Lambrechter Abtes Anton Stroz zeigt. 1906 wurde der jetzige Dachreiter angefügt, der einen älteren barocken an anderer Stelle ersetzte. In dieser Kirche befindet sich auch die Seewiesener Madonna, eine kopie des Gnadenbildes von Mariazell aus dem 16. Jahrhundert. | BDA-Hist.: Q1413031 Status: § 2a Stand der BDA-Liste: 2025-06-30 Name: Kath. Pfarrkirche hl. Leonhard und Kirchhof GstNr.: .5, 219 Filialkirche Seewiesen                    |
| ja    | Datei hochladen | Bildstock HERIS-ID: 37440 Objekt-ID: 36584                                            | Seewiesen 42, in der Nähe Standort KG: Seewiesen | Der massive und monumentale, spätgotische Tabernakelbildstock vom Anfang des 16. Jahrhunderts hat einen achteckigen Schaft und einen Nischenaufsatz mit Steindach, darin eine Steinfigur. Dieser Bildstock steht unmittelbar östlich eines zweiten. | BDA-Hist.: Q37975638 Status: Bescheid Stand der BDA-Liste: 2025-06-30 Name: Bildstock GstNr.: 117/17                                                                         |
| ja    | Datei hochladen | Bildstock HERIS-ID: 37441 Objekt-ID: 36585                                            | nördlich Seewiesen 42 Standort KG: Seewiesen     | Der frühbarocke steinerne Tabernakelbildstock hat einen hohen, schlanken Aufsatz mit Nische (Eisengitter), flachem Reliefdekor und abschließender Steinhaube mit Kugel. Am Schaft findet sich die erneuerte Bezeichnung 1618. Dieser Bildstock steht unmittelbar westlich eines zweiten. | BDA-Hist.: Q37975649 Status: Bescheid Stand der BDA-Liste: 2025-06-30 Name: Bildstock GstNr.: 121/2                                                                          |
| ja    | Datei hochladen | Wohn- und ehem. Forsthaus Biedermanngut HERIS-ID: 99284 Objekt-ID: 115393             | Stübming 38 Standort KG: Stübming                | Das massiv gebaute zweigeschoßige Forsthaus ist von einem hohen Schopfwalmdach gedeckt. Über dem Eingang in der Längsfront ist ein hölzerner Balkon angebracht. Ein an der Giebelwand angebrachtes Geweih lässt die Verwendung des Hauses erkennen. Darunter befindet sich die ausgebaute Mansarde mit einem vorgelagerten Balkon. | BDA-Hist.: Q37773896 Status: Denkmalschutz prüfen Stand der BDA-Liste: 2025-06-30 Name: Wohn- und ehem. Forsthaus Biedermanngut GstNr.: .164/1                               |
| ja    | Datei hochladen | Bauernhofanlage Fürstner/Himmelreichbauer HERIS-ID: 112083 Objekt-ID: 130134seit 2016 | Thal 14 Standort KG: Thal                        | Das Ensemble ist ein Beispiel für einen steirischen Haufenhof, aus im Kern 500 Jahre altem Haus, Brunnhütte, Troadkasten, Bienenhaus und Holzhütte. | BDA-Hist.: Q37828476 Status: Bescheid Stand der BDA-Liste: 2025-06-30 Name: Bauernhofanlage Fürstner/Himmelreichbauer GstNr.: .76/1, .76/2, 456/1, 460, 463 Himmelreichbauer |
| ja    | Datei hochladen | Pfarrhof HERIS-ID: 99336 Objekt-ID: 115451                                            | Turnau 15 Standort KG: Turnau                    | | BDA-Hist.: Q37773931 Status: § 2a Stand der BDA-Liste: 2025-06-30 Name: Pfarrhof GstNr.: .3                                                                                  |
| ja    | Datei hochladen | Wohnhaus, Alte Volksschule HERIS-ID: 107490 Objekt-ID: 124830                         | Turnau 16 Standort KG: Turnau                    | | BDA-Hist.: Q37810263 Status: § 2a Stand der BDA-Liste: 2025-06-30 Name: Wohnhaus, Alte Volksschule GstNr.: 558/2                                                             |
| ja    | Datei hochladen | Wasserstadtmühle HERIS-ID: 47015 Objekt-ID: 49441                                     | Turnau 53 Standort KG: Turnau                    | Das Gebäude der Wasserstadtmühle bildet mit dem Herrenhaus und einem kleinen Speicherbau ein Ensemble. | BDA-Hist.: Q38025186 Status: Bescheid Stand der BDA-Liste: 2025-06-30 Name: Wasserstadtmühle GstNr.: .51, .54/1                                                              |
| ja    | Datei hochladen | Neue Volksschule, ehem. Mesnerhaus HERIS-ID: 99342 Objekt-ID: 115457                  | Turnau 64 Standort KG: Turnau                    | Erbaut 1909 | BDA-Hist.: Q37773937 Status: § 2a Stand der BDA-Liste: 2025-06-30 Name: Neue Volksschule, ehem. Mesnerhaus GstNr.: .108                                                      |
| ja    | Datei hochladen | Evangelische Friedhofskapelle HERIS-ID: 107493 Objekt-ID: 124833                      | bei Turnau 225 Standort KG: Turnau               | Die Kapelle wurde 1958 nach Plänen von Ferdinand Schuster erbaut. Die Glasfenster stammen von Mario Decleva. | BDA-Hist.: Q37810275 Status: § 2a Stand der BDA-Liste: 2025-06-30 Name: Evangelische Friedhofskapelle GstNr.: .211                                                           |
| ja    | Datei hochladen | Kath. Pfarrkirche hl. Jakob der Ältere HERIS-ID: 99337 Objekt-ID: 115452              | Standort KG: Turnau                              | Die Pfarrkirche weist ein im Kern romanisches Langhaus auf, das Anfang des 16. Jahrhunderts ein Sternrippengewölbe erhielt. Der dreijochige Chor stammt von 1646, der dreigeschoßige Westturm ist spätgotisch. Der Rokoko-Hochaltar stammt aus der Zeit um 1760–1770. | BDA-Hist.: Q37773933 Status: § 2a Stand der BDA-Liste: 2025-06-30 Name: Kath. Pfarrkirche hl. Jakob der Ältere GstNr.: .1 Kath. Pfarrkirche hl. Jakob der Ältere (Turnau)    |
| ja    | Datei hochladen | Kirchhof und Friedhof HERIS-ID: 99338 Objekt-ID: 115453                               | Standort KG: Turnau                              | | BDA-Hist.: Q37773934 Status: § 2a Stand der BDA-Liste: 2025-06-30 Name: Kirchhof und Friedhof GstNr.: 561, 549/2                                                             |

## Ehemalige Denkmäler
| Foto |                 | Denkmal                                                | Standort                      | Beschreibung | Metadaten |
| ---- | --------------- | ------------------------------------------------------ | ----------------------------- | ------------ | --- |
| ja   | Datei hochladen | Gemeindeamt HERIS-ID: 107487 Objekt-ID: 124827bis 2020 | Turnau 18 Standort KG: Turnau |              | BDA-Hist.: Q37810242 Status: § 2a Stand der BDA-Liste: 2020-02-29 Name: Gemeindeamt GstNr.: .19/4, 774/1 Gemeindeamt Turnau |
| ja   | Datei hochladen | Kreuzweg HERIS-ID: 99393 Objekt-ID: 115524bis 2021     | Standort KG: Turnau           |              | BDA-Hist.: Q37774049 Status: § 2a Stand der BDA-Liste: 2021-07-01 Name: Kreuzweg GstNr.: 838, 548/3                         |